# La Madrana (Aiguaviva)
La Madrana és una masia del municipi d'Aiguaviva (Gironès) que forma part de l'Inventari del Patrimoni Arquitectònic de Catalunya.

## Descripció
És una edificació en la part anterior de tipus basilical asimètrica formada per una porta de mig punt de grans dovelles, finestra superior d'un senzill estil renaixentista amb guardapols, mentre que a cada costat presenta dos tipus de finestra gòtica (amb arquets o decoració senzilla). A les golfes s'hi obren finestres de ventilació amb doble ràfec. El ràfec de la teulada està formada per una filera de rajola pintada.